# Ironman Award
L'Ironman Award è stato un trofeo annuale assegnato dal 1988 al 2001  dall'International Hockey League al giocatore capace di distinguersi per la determinazione nel gioco offensivo e le abilità difensive.

## Vincitori
| Stagione | Giocatore         | Squadra               |
| -------- | ----------------- | --------------------- |
| 1988-89  | Michel Mongeau    | Flint Spirits         |
| 1989-90  | Bob Lakso         | Fort Wayne Komets     |
| 1990-91  | Jim Johannson     | Indianapolis Ice      |
| 1991-92  | Dave Michayluk    | Muskegon Lumberjacks  |
| 1992-93  | Dave Michayluk    | Cleveland Lumberjacks |
| 1993-94  | Colin Chin        | Fort Wayne Komets     |
| 1994-95  | Jean-Marc Richard | Las Vegas Thunder     |
| 1995-96  | Sergej Žoltok     | Las Vegas Thunder     |
| 1996-97  | Brad Werenka      | Indianapolis Ice      |
| 1997-98  | Mike Tomlak       | Milwaukee Admirals    |
| 1998-99  | Stan Drulia       | Detroit Vipers        |
| 1999-00  | Steve Maltais     | Chicago Wolves        |
| 2000-01  | Brian Chapman     | Manitoba Moose        |